# Callacanthis burtoni
Il fringuello dagli occhiali (Callacanthis burtoni (Gould, 1838)) è un uccello passeriforme appartenente alla famiglia Fringillidae: esso rappresenta l'unica specie ascritta al genere Callacanthis Reichenbach, 1850.

## Etimologia
Il nome scientifico del genere, Callacanthis, deriva dall'unione delle parole greche καλλος (kallos, "bellezza") e ακανθις (akanthis, generico uccelletto menzionato da Aristotele e attualmente identificato con l'organetto), col significato di "bell'uccellino", mentre il nome scientifico della specie, burtoni, venne scelto a omaggiare l'ufficiale medico della British Army (nonché appassionato di zoologia) Edward Burton.

## Descrizione

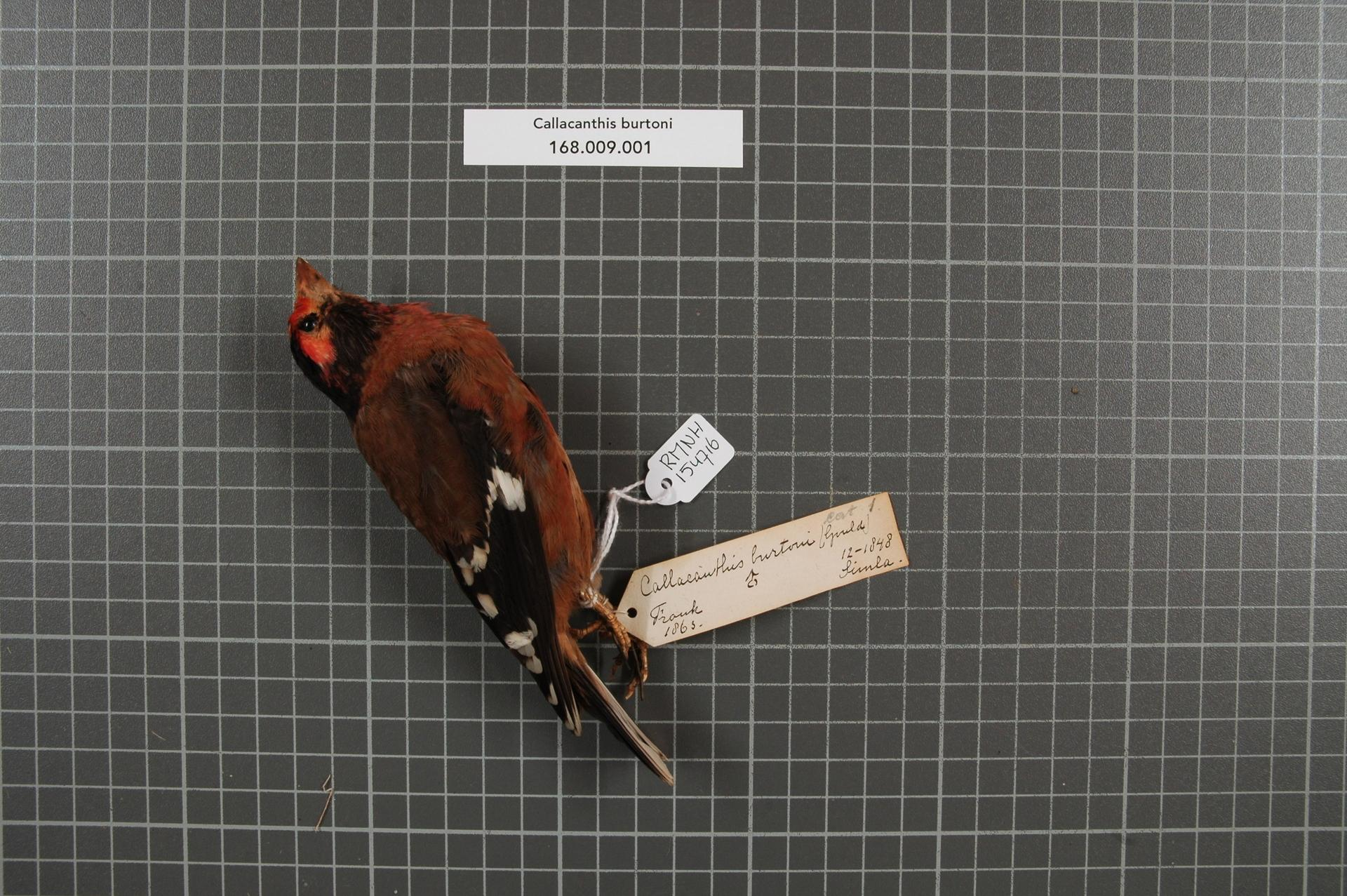
Maschio impagliato.

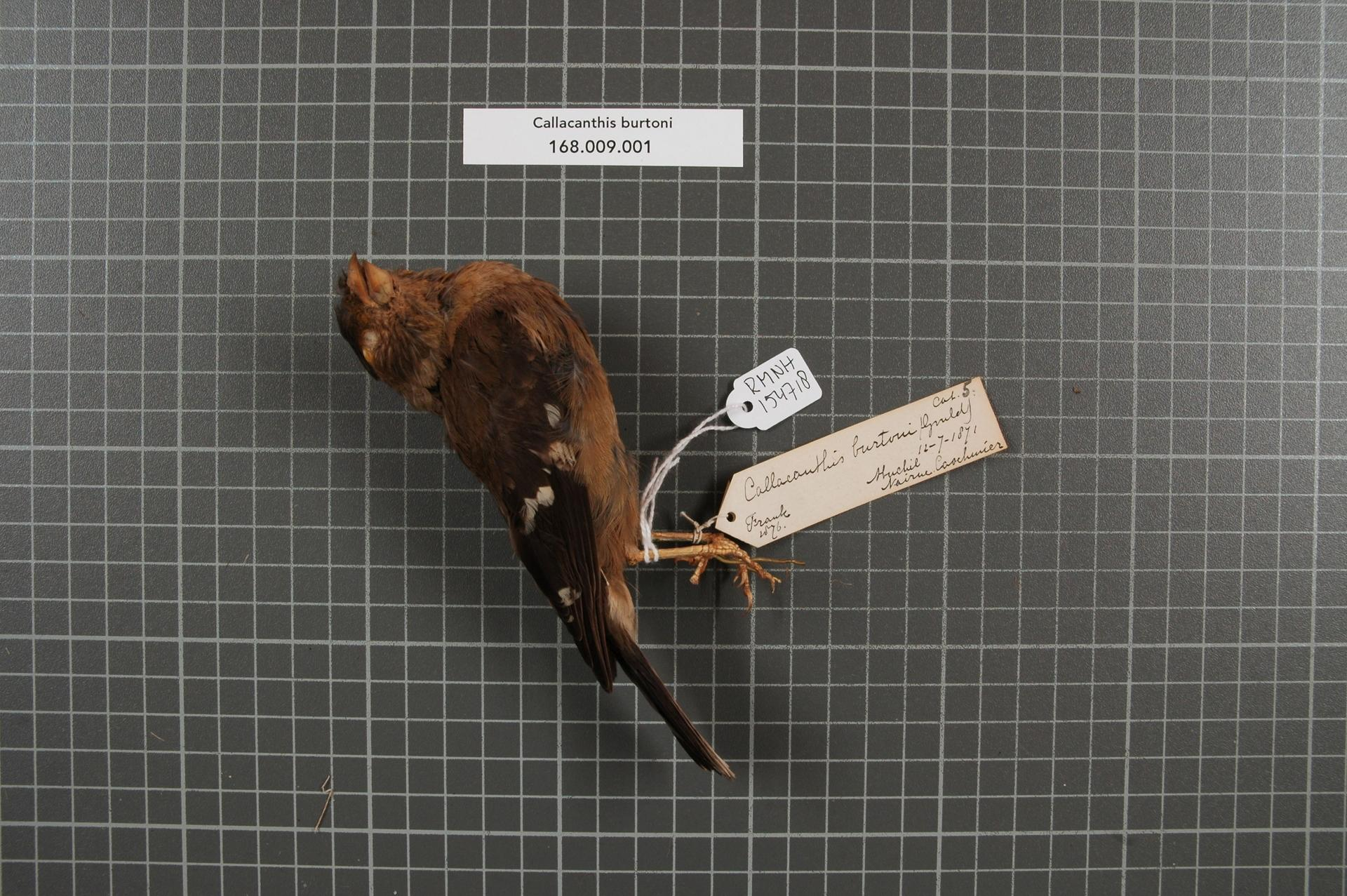
Femmina impagliata.

### Dimensioni
Misura 13–15 cm di lunghezza.

### Aspetto
Si tratta di uccelli dall'aspetto simile a quello di un cardellino, con becco conico e piuttosto sottile, testa arrotondata, ali allungate e coda squadrata, dalla punta leggermente forcuta.
Il piumaggio si presenta di colore bruno, più chiaro e tendente a un caldo color isabella (nei maschi con decise sfumature rosate) su gola, lati del collo, petto e ventre, mentre è più scuro su nuca, dorso e groppa, col sottocoda bianco così come bianche sono le punte delle penne di ali e coda, queste ultime due per il resto di colore nero, così come nera è la testa, eccezion fatta per una mascherina facciale (che frutta alla specie il proprio nome comune) di colore rosso intenso nei maschi e giallo-aranciato nelle femmine. Queste ultime presentano tonalità della livrea meno brillanti rispetto ai maschi: in ambedue i sessi il becco è di colore giallo, le zampe sono di color carnicino e gli occhi sono bruno-nerastri.

## Biologia
I fringuelli dagli occhiali sono uccelli dalle abitudini diurne, che si muovono perlopiù in coppie o in piccoli gruppi, passando la maggior parte della giornata alla ricerca di cibo e tenendosi in contatto mediante continui richiami.

### Alimentazione
La dieta di questi uccelli è in massima parte granivora, consistendo in semi e granaglie di peccio e cedro dell'Himalaya, oltre a comporsi anche di altri alimenti di origine vegetale (germogli delle suddette piante, bacche di biancospino, corteccia di rododendro).

### Riproduzione
La stagione riproduttiva si estende dalla metà di maggio ad agosto: durante questo periodo i maschi corteggiano insistentemente le femmine seguendole e cantando. Si tratta di una specie monogama, con le coppie che si mostrano piuttosto territoriali nei confronti di intrusi che dovessero incautamente avvicinarsi troppo al nido, coi vari nidi costruiti a circa 150 m di distanza l'uno dall'altro.
Il nido, a forma di coppa, viene costruito dalla sola femmina a 3–21 m dal suolo su una conifera, intrecciando rametti e fili d'erba e foderando l'interno con pelame e aghi di pino: al suo interno, essa depone 3-4 uova, che provvede a covare da sola (col maschio che stazione di guardia nei pressi del nido e si occupa di reperire il cibo) per circa due settimane. I pulli, ciechi e implumi alla schiusa, vengono imbeccati da ambedue i partner, divenendo abili all'involo a circa tre settimane dalla schiusa.

## Distribuzione e habitat

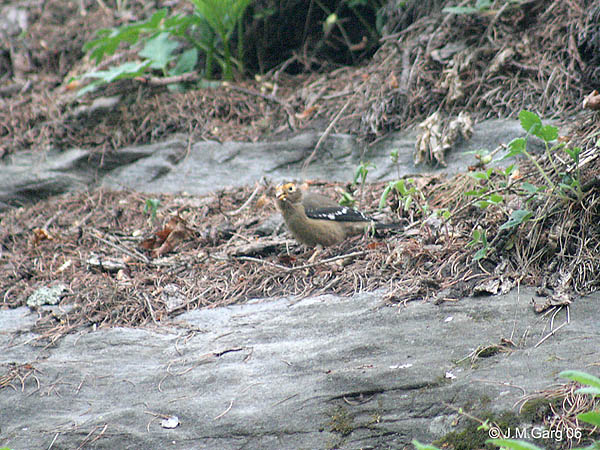
Femmina al suolo nei pressi di Kullu.

Il fringuello dagli occhiali occupa un'area che comprende le pendici meridionali e occidentali dell'Himalaya, dal Pakistan ord-orientale al Sikkim attraverso Kashmir, Himachal Pradesh, Uttarakhand e Nepal: recentemente ne è stata attestata la presenza anche nel sud del Tibet.
L'habitat di questi uccelli è rappresentato dalle pinete e dalle foreste a prevalenza di rododendro submontane e montane fra i 2000 e i 3500 m di quota, scendendo durante i mesi invernali fino a 1000 m di quota.